# Castillo de Zahara de los Atunes
La Fortaleza o Castillo de Zahara de los Atunes se localiza en Zahara de los Atunes, dentro del municipio de Barbate (Cádiz, Andalucía, España). Es conocido también por los nombres de Fortaleza o Castillo de la Chanca, Fortaleza y Casa Chanca, Palacio de las Pilas, Castillo de Jadraza y Palacio Real de la Almadraba. Es Bien de Interés Cultural desde 2004.

## Historia

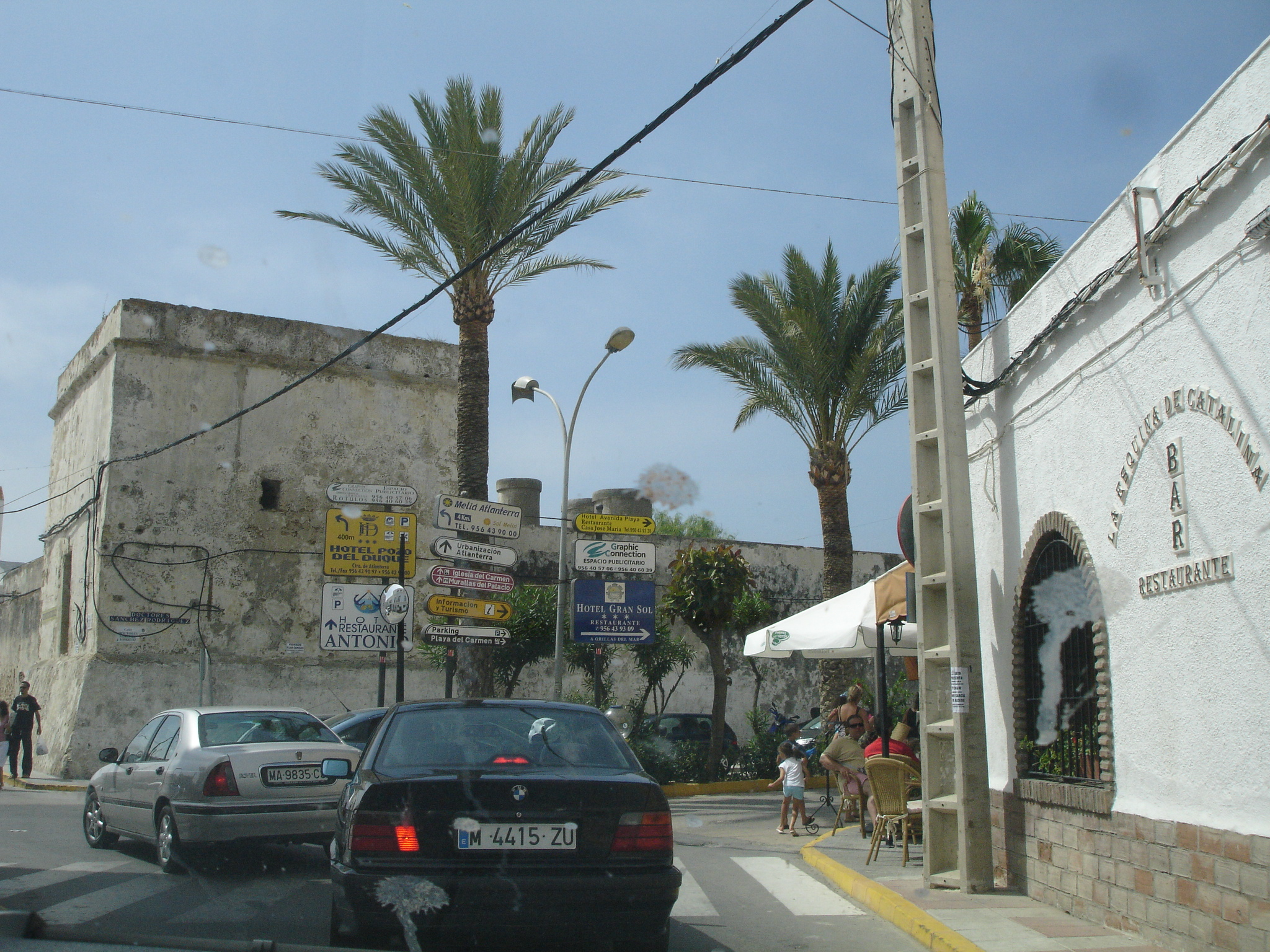
Castillo.

Tiene su origen en la concesión que, en 1294, el rey Sancho IV el Bravo hizo a Alonso Pérez de Guzmán, en recompensa a su heroica defensa de Tarifa, para armar almadrabas para la pesca del atún, actividad que en esta zona tiene antecedentes que se remontan a época fenicia y romana. Las pesquerías de los Guzmanes en Zahara y Conil de la Frontera serían las más productivas de Europa durante centurias, precisando para su desarrollo de la construcción de importantes edificaciones auxiliares. Así, se configuró una fortaleza, de la que ya constan descripciones del siglo XVI, destinada a alojar las actividades asociadas a la elaboración y conservación del atún, a guardar las artes de pesca, embarcaciones y pertrechos de la almadraba durante la temporada en que dejaba de calarse, pero que, simultáneamente, constituía uno de los hitos militares de la zona con la misión de vigilar y defender frente a los ataques de la piratería.
Su localización en un punto estratégico del Estrecho de Gibraltar le ha otorgado protagonismo en numerosos acontecimientos históricos, y una continuada presencia en la cartografía del litoral.

## Descripción
Edificio de estructura cuadrangular definido por cuatro lienzos murarios con adarve de parapeto sin merlones y estrecho camino de ronda. En el ángulo noroeste se encuentra la Torre de Poniente, con cámara interior y, sobre la bóveda, terrado alto con parapeto; en el noreste los restos –cuerpo de arranque– de la Torre de Levante. Ambas torres fueron concebidas como volúmenes en saledizo, avanzando respecto a las alineaciones de sus lienzos murarios y rebasándolos en altura.
La puerta de acceso desde tierra se localiza en el muro oeste; en el sur las dos puertas del mar operaban, ya desde el origen de la edificación, como acceso al patio grande del recinto interno. En el siglo XX se abrió la llamada Puerta Nueva en el muro norte, en el que además existen otros vanos relacionados con distintos usos introducidos con el tiempo en el inmueble.
La fábrica está realizada en mampuestos, que suelen ser bastante regulares, con rejuntados de cal y guijarros. En las esquinas aparecen refuerzos de cantería. Las tres puertas originales se ejecutaron con jambas de sillería y arcos rebajados con dovelas de generosas proporciones. En las puertas del mar, sendos machones de considerable espesor, dispuestos hacia el interior, las refuerzan en su misión defensiva.